# Nina Hartwich
Nina Hartwich (* 23. Dezember 1987) ist eine ehemalige deutsche Basketballspielerin.

## Laufbahn
Ab 2005 war die 1,68 Meter große Hartwich mit dem BC Wolfenbüttel in der 1. Damen-Basketball-Bundesliga vertreten. Nach dem Abstieg 2006 kehrte sie mit den Niedersächsinnen 2008 in die höchste deutsche Spielklasse zurück.
Hartwich wurde 2012 mit Wolfenbüttel (mittlerweile in BV Wolfenbüttel umbenannt) deutsche Meisterin. Mit der Pleite des BV Wolfenbüttel im Jahr 2013 endete auch Hartwichs Erstligazeit, sie spielte 2013/14 für Grüner Stern Keltern in der 2. Bundesliga. 2014 zog die als Lehrerin tätige Hartwich nach Berlin und stieg im Frühjahr 2015 mit den Damen von Alba Berlin in die 1. Regionalliga auf. Zudem übernahm sie eine Trainertätigkeit im Jugendbereich des Vereins. Sie spielte für die Berlinerinnen dann ebenfalls in der 1. Regionalliga und half beim Erringen der Vizemeisterschaft im Spieljahr 2016/17 mit.